# Gregorio IV di Napoli
Gregorio IV di Napoli (IX secolo – 915) è stato duca di Napoli dal 898 al 915.

## Origini
Il duca Gregorio IV di Napoli è tradizionalmente considerato un figlio del duca Sergio II. Tuttavia, secondo un'ipotesi sostenuta in particolare da Christian Settipani, sarebbe il figlio primogenito di Marino, uno dei figli di Sergio I. Sarebbe il cugino di primo grado di Atanasio II di Napoli e il nipote dei vescovi Atanasio I (850-875) e Stefano III (898-907); condivise il potere con quest'ultimo fino alla sua morte nel 907.

## Regno
Gregorio IV succede ad Atanasio II di Napoli nell'898, quando viene eletto dux o magister militum all'unanimità dall'aristocrazia. Suo zio paterno, il vecchio vescovo di Sorrento Stefano III, succede ad Atanasio come vescovo. Secondo il Chronicon ducum et principum Beneventi, Salerni, et Capuae et ducum Neapolis, Gregorio IV regnò per 16 anni, 10 mesi e 10 giorni.
L'Italia meridionale, all'epoca, era sotto la costante minaccia delle aggressioni dei Saraceni. Intorno al 900, Gregorio distrusse il castrum Lucullanum, una fortezza napoletana appena fuori città, per impedire che i musulmani la utilizzassero come base per controllare la città. Subì una sconfitta nel 903 contro gli invasori. Per prevenire un nuovo assedio di Napoli, il duca rafforzò le mura della città e i depositi di provviste. Secondo il cronista dell'XI secolo Leone Ostiense, Gregorio concluse un patto con il conte di Capua e nuovo principe di Benevento, Atenolfo, e con il prefetto di Amalfi, attaccando e sconfiggendo i Saraceni.
Il 2 luglio 911, stipulò un nuovo trattato con i figli di Atenolfo, i coprincipi Atenolfo II e Landolfo I, con il quale divisero il territorio conteso della Liburia. Nello stesso anno, partecipò agli attacchi degli alleati contro la fortezza saracena sul Garigliano. Nel 915, si unì con le milizie di Gaeta all'alleanza dei principi dell'Italia meridionale, convocati dallo stratega di Bari Niccolo Picingli, rappresentante dell'Impero Bizantino, che aveva ricevuto il titolo imperiale di Patrizio. L'esercito fu completato dalle forze del centro della penisola, guidate da Alberico I, e da quelle del Papa Giovanni X. Insieme, condussero una grande offensiva contro il campo del Garigliano, bloccandolo. Dopo tre mesi di assedio, i musulmani tentarono una sortita, ma furono inseguiti nelle foreste delle montagne circostanti e massacrati. Questa clamorosa vittoria è conosciuta nella storiografia come la prima battaglia del Garigliano.
Gregorio IV non sopravvisse a lungo a questa vittoria: morì pochi mesi dopo, alla fine del 915, e fu succeduto dal figlio primogenito, Giovanni II, che aveva partecipato alla battaglia.
Il fratello minore di Gregorio IV, Atanasio III di Napoli, nipote e successore di Stefano III, divenne anch'egli vescovo di Napoli fino al 956, ma il potere civile rimase da quel momento completamente indipendente da quello religioso. L'autorità ducale passò regolarmente di padre in figlio, con Giovanni II di Napoli, Marino I (919-928) e Giovanni III (928-963), che governò per circa 42 anni.